# Jim Watkins
James Arthur Watkins (Dayton, Washington, Estados Unidos; noviembre de 1963), conocido como Jim Watkins, es un empresario estadounidense y operador de los sitios web 8chan y 2channel. Watkins fundó la empresa NT Technology en la década de 1990 para respaldar un sitio web de pornografía japonesa que creó mientras estaba alistado en el ejército de los Estados Unidos. Después de dejar el ejército para concentrarse en la empresa, Watkins se mudó a Filipinas. Comenzó a brindar servicios de dominio y alojamiento web a 8chan en 2014 y se convirtió en el propietario y operador oficial del sitio el mismo año. Watkins también tomó el mando de 2channel después de que se lo arrebató en 2014 a su creador y propietario original, Hiroyuki Nishimura.
Algunos periodistas e investigadores de la teoría de la conspiración creen que Watkins o su hijo, Ron Watkins, conocen la identidad de, o son ellos mismos, "Q", la persona o grupo de personas detrás de la teoría conspirativa QAnon.  En 2020, Watkins creó el super PAC "Disarm the Deep State" para apoyar a los candidatos políticos que promueven a QAnon.

## Biografía
James Arthur Watkins nació en Dayton, Washington y creció en una granja familiar en Mukilteo, Washington. Su madre trabajaba para Boeing y su padre para una compañía telefónica.
Watkins se unió al Ejército de los Estados Unidos en 1982 cuando tenía 18 años y sirvió hasta 1998 o 1999. Durante su tiempo en el ejército trabajó como mecánico de helicópteros y reclutador; alcanzó el rango de sargento de primera clase en 1994. En 1987, el ejército lo envió a una escuela de tecnología en Virginia, donde aprendió sobre computadoras y sobre los comienzos de Internet.

## Comunidades anónimas de Internet

### 8chan
8chan, rebautizado luego como 8kun, es un tablón de imágenes conocido por albergar contenido racista, alt-right y relacionado con la pornografía infantil, por su papel en la controversia de Gamergate y por estar vinculado a múltiples tiroteos masivos.  El sitio fue fundado en octubre de 2013 por Fredrick Brennan. Después de que el fundador de 4chan, Christopher "moot" Poole, prohibiera las discusiones relacionadas con Gamergate en septiembre de 2014, Brennan comenzó a anunciar a 8chan como una "alternativa a 4chan amigable con la libertad de expresión". El sitio despegó: Brennan dijo en una entrevista con Ars Technica que el sitio tuvo más de 4.000 publicaciones por hora ese mes. A Brennan le resultaba cada vez más difícil pagar los costos del servidor del sitio, y éste experimentaba frecuentes períodos de inactividad debido a que varios proveedores de servicios de Internet le negaban el servicio por al contenido objetable que albergaba.
El hijo de Watkins, Ron Watkins, le contó a su padre sobre el sitio web después de ver un documental sobre Brennan hecho por Al Jazeera América. Jim Watkins se puso en contacto con Brennan para ofrecerle ser socios, con la condición de que Brennan fuera a Filipinas a trabajar para él.  Brennan confiaba en Watkins porque sabía que operaba el foro japonés 2channel, aunque en ese momento no estaba al tanto de que Watkins le habría robado el sitio a su fundador.[cita requerida] Brennan aceptó trabajar para Jim Watkins, y en 2014 se mudó a Manila en Filipinas para unirse a él. Watkins, a través de NT Technology, comenzó a ofrecer servicios de nombres de dominio y hardware para alojar a 8chan desde 2014 hasta 2015, y Brennan continuó siendo responsable del desarrollo de software y la gestión de la comunidad del sitio. En 2014, Watkins se convirtió en el propietario y operador oficial de 8chan. Brennan siguió siendo el administrador del sitio hasta 2016, momento en el que renunció al cargo. La revista Wired informó que dejó el puesto debido al estrés, otros han atribuido su partida a que Brennan estaba cada vez más disgustado con el sitio y su contenido. Brennan dejó de trabajar en 8chan, pero continuó trabajando para Watkins en 2channel. Ron Watkins asumió el rol de administrador del sitio luego de la renuncia de Brennan. En 2018, Brennan cortó los lazos con la familia Watkins, alegando que Jim Watkins se había presentado en su casa y lo reprendió por pedir tomarse un tiempo libre. Desde entonces, Brennan se ha convertido en un crítico de 8chan y Watkins, y ha luchado activamente para tratar de desactivar el sitio.
En 2019, los autores de los tiroteos en la mezquita de Christchurch en marzo, el tiroteo en la sinagoga de Poway en abril y el tiroteo en El Paso en agosto utilizaron 8chan para difundir sus respectivos manifiestos. El sitio fue eliminado de la Internet pública en agosto debido a las suspensiones del servicio de múltiples proveedores de Internet, y no regresó hasta noviembre de 2019 rebautizado como 8kun. En agosto de 2019, el Comité de Seguridad Nacional de la Cámara de Representantes de los Estados Unidos citó a Watkins para testificar sobre las medidas que 8chan estaba tomando para abordar "la proliferación de contenido extremista, incluido el contenido de supremacistas blancos". Al mes siguiente, Watkins viajó a Washington D. C. para ser interrogado por el Congreso.
Watkins ha intentado ganar dinero a través de 8chan, aunque el sitio web nunca ha sido rentable. Los usuarios en el sitio web pueden pagar utilizando una criptomoneda creada por Ron Watkins, para que sus publicaciones aparezcan en un lugar destacado a través de un programa llamado "King of the Shekel". En una entrevista de 2019, The Washington Post preguntó si el nombre era antisemita; Watkins les colgó.
En octubre de 2019, Watkins presentó una denuncia por "ciber difamación" contra Brennan por tuitear que Watkins era "senil" y que los moderadores de 8chan eran "incompetentes". La ciber difamación es un delito en Filipinas que puede penarse con tiempo en prisión. Brennan declaró que Watkins presentó la demanda para intentar intimidarlo y castigarlo. El 26 de febrero de 2020, un tribunal de Filipinas emitió una orden de arresto contra Brennan basada en la denuncia. Brennan, quien tiene la enfermedad de los huesos frágiles, ha dicho que debido a su condición médica y las condiciones notoriamente malas en el centro de detención al que estaba destinado, el arresto probablemente resultaría en su muerte. Brennan huyó de Filipinas horas antes de que se emitiera la orden. Ha estado luchando contra la orden judicial desde los Estados Unidos. En marzo de 2020, el tribunal suspendió el caso en espera del resultado de una apelación de Brennan al Departamento de Justicia de Filipinas.

### 2channel
2channel es un foro de Internet muy popular en Japón, particularmente entre los netto-uyoku de extrema derecha. Fue creado en 1999 por Hiroyuki Nishimura, y es el predecesor de todos los demás sitios "chan", incluidos 4chan y 8chan. Se creía que Nishimura ganaba $1 millón al año de publicidad y membresías premium en 2008. Alojó el sitio en los servidores de NT Technology, la empresa de Watkins. Después de una filtración de datos en 2013 que expuso los datos de las tarjetas de crédito de los usuario, Watkins se hizo dueño del dominio de Internet de 2channel en 2014, y tomó el control total del sitio web, asumiendo el rol de administrador del sitio. Desde entonces, ha continuado operando el sitio web y lo renombró a 5channel en octubre de 2017 para evitar un posible litigio de marcas registradas con Nishimura, que posee la marca "2channel".
Watkins ha afirmado que se apoderó del dominio de 2channel porque la pérdida de ingresos por la filtración de datos hizo que Nishimura no pudiera pagar los costos de alojamiento. Nishimura ha afirmado que pagó a Watkins en su totalidad y que la incautación del dominio por parte de Watkins constituye un secuestro de dominio.

## QAnon
QAnon es una desacreditada teoría conspirativa de extrema derecha que alega que una camarilla de pedófilos adoradores de Satanás que dirigen una red mundial de tráfico sexual infantil está conspirando contra el expresidente Donald Trump, quien los está combatiendo.  La teoría ha sido promulgada por una persona anónima o un grupo de personas llamado "Q", que originalmente publicó en 4chan pero luego pasó a publicar en 8chan. Q ha dicho que nunca publicarán fuera de 8chan.
Numerosos periodistas e investigadores creen que Watkins o su hijo, Ron Watkins, están trabajando con Q, conocen la identidad de Q o son ellos mismos Q. Cuando 8chan fue retirado de Internet en agosto de 2019, Q detuvo sus publicacionesno; cuando volvió a estar en línea en noviembre, Q reapareció. Algunos investigadores creen que la decisión de Q de esperar a que 8chan vuelva a estar en línea en lugar de publicar en otro lugar demuestra que Watkins está detrás de la cuenta. El investigador de QAnon, Marc-Andre Argentino, dijo en marzo de 2020 que, según un análisis de las publicaciones de Q, cree que Watkins ha estado publicando como Q desde el otoño de 2019. También en marzo de 2020, el investigado Mike Rothschild dijo: «Sería muy fácil para el usuario de Q usar otro foro o proporcionar una clave criptográfica para demostrar su autenticidad en algún otro sitio, pero en su lugar esperan para publicar en esta desvencijada versión de 8chan. La única razón para mantener a Q en 8chan es porque Watkins está personalmente conectado con él». Fredrick Brennan, citado en The Atlantic en junio de 2020, dijo: «Definitivamente, definitivamente, creo al 100 por ciento que Q conoce a Jim o Ron Watkins, o que Jim o Ron Watkins lo contrataron». En septiembre de 2020, en una entrevista del pódcast Reply All, Brennan explicó que cree que la cuenta de Q fue operada originalmente por otra persona, pero que Watkins y su hijo tomaron el control del personaje, probablemente alrededor de diciembre de 2017.[cita requerida] PJ Vogt de Reply All ha dicho que discutió la teoría de Brennan con otros periodistas que escriben sobre Q, y que "algunos piensan que es probable, todos están de acuerdo en que es más que plausible".[cita requerida] Watkins ha negado tener conocimiento de la identidad de Q, al igual que su hijo, Ron Watkins.
Cuando Watkins testificó ante el Comité de Seguridad Nacional de la Cámara de Representantes de los Estados Unidos en septiembre de 2019, llevaba un broche de QAnon. En febrero de 2020, Watkins formó un súper PAC llamado "Disarm the Deep State", que respalda a los candidatos políticos que apoyan la teoría conspirativa de QAnon. Watkins figura como tesorero del grupo. Benjamin Barr, un abogado que ha representado a Watkins en el pasado y que es conocido por su participación en el grupo activista de derecha estadounidense Project Veritas, también está ayudando con el súper PAC. Media Matters for America informó en abril de 2020 que el súper PAC estaba comprando anuncios de Watkins para colocarlos en el sitio web de 8chan, y que era uno de los únicos grupos que anunciaban en el sitio. El investigador Mike Rains dijo: "Watkins siempre hizo que pareciera que había distancia entre él y Q, que Q era solo un tipo que publicaba en sus foros, que dejaba que Q publicara porque es un absolutista de la libertad de expresión. Al lanzar este PAC, está admitiendo plenamente que está trabajando con quienquiera que esté publicando como Q y ahora es parte del engaño que es QAnon". En octubre de 2020, Watkins fue un orador destacado en la QConLive!, una conferencia para seguidores de QAnon que se llevó a cabo en Scottsdale, Arizona.
Twitter suspendió permanentemente la cuenta de Watkins el 8 de enero de 2021, junto con otras cuentas que estaban "exclusivamente dedicadas a compartir contenido de QAnon". Algunas de las otras cuentas suspendidas incluyeron la de su hijo, Ron Watkins, y las del ex abogado de Trump, Sidney Powell, y el exasesor de seguridad nacional Michael Flynn.

## Vida personal
En octubre de 2001, Watkins viajó a Manila en Filipinas y se casó con su esposa tres semanas después. Watkins comenzó a mudarse a Filipinas en 2004 y a vivir allí de forma permanente en 2007. Watkins divide su tiempo entre una granja de cerdos en las afueras de Manila y un condominio en la ciudad.
En enero de 2020, la Oficina de Inmigración de Filipinas designó a Watkins como un "extranjero indeseable". Según ABC News, esta es una determinación administrativa (no criminal) de que una persona es un "riesgo para el interés público", y aunque indica que una persona puede ser deportada, depende del comisionado de la oficina si llevar a cabo la deportación. Los registros de inmigración obtenidos por ABC News dicen que Watkins "es el propietario y operador de 8chan, un foro/sitio web lleno de odio que aloja troleo y sirve de referencia para extremistas violentos y supremacistas blancos". Según el cuñado de Watkins, éste vendió su granja de cerdos y en agosto de 2020 regresó a los Estados Unidos. Si no regresa a Filipinas antes del 31 de enero de 2021 para apelar la designación de la Oficina de Inmigración de Filipinas, se le negará el ingreso al país.
Watkins tiene un hijo, Ronald "Ron" Watkins, quien se desempeñó como administrador del sitio de 8chan desde 2016 hasta 2020.
Los intereses de Watkins incluyen el yoga y las plumas estilográficas. Ha subido videos a YouTube sobre estos temas bajo el nombre "Watkins Xerxes". También usa su canal de YouTube para cantar himnos, leer versículos de la Biblia, elogiar al expresidente Donald Trump y aludir a las teorías conspirativas de QAnon, advirtiendo sobre la existencia de un "estado profundo".